# Heinrich Ludolph Wendland
Heinrich Ludolph Wendland (29 de abril de 1791 - Teplitz, 15 de julho de 1869) foi um botânico alemão.